# Roswell Conspiracies
(James Rinaker nel primo episodio)
Roswell Conspiracies (Roswell Conspiracies: Aliens, Myths & Legends) è una serie televisiva d'animazione prodotta da Saban Entertainment e trasmessa inizialmente sul canale BKN dal 27 agosto 1999 al 3 luglio 2000.
In Italia, la serie è stata trasmessa su Italia 1 dal 15 settembre 2001 al 2002, nella fascia oraria del sabato mattina, con la sigla, della durata di due minuti, cantata in coppia da Giorgio Vanni e Cristina D'Avena.

## Trama
Nella storia l'incidente di Roswell era un espediente orchestrato da una organizzazione segreta nota come l'Alleanza: l'UFO altro non era che un veicolo governativo, i corpi carbonizzati degli omini verdi erano manichini e la struttura costruita in Nevada, nota come Area 51, era solo uno specchietto per le allodole volto a dare maggior risonanza all'evento e far sì che la gente vi concentrasse la sua attenzione e rimanesse invece all'oscuro dalla verità, ovvero la presenza di razze aliene che vivono sul pianeta Terra insieme agli umani, ormai da secoli.
Nella serie creature come vampiri, licantropi, yeti e banshee sono infatti esseri realmente esistenti e provenienti da altri pianeti che si sono stanziati sulla Terra. Negli anni le presenze aliene sono state confuse e miticizzate dagli uomini dando luogo a leggende popolari e metropolitane, racconti mitici e folklorstici (da cui il titolo originale).
L'Alleanza, nata negli anni quaranta, ha lo scopo di difendere l'umanità dalle razze aliene che ne vogliono l'annientamento (come i Licantropi) o l'assimilazione (come i Vampiri).
La serie prende il via quando Nick Logan, cacciatore di taglie si trova ad avere come obbiettivo una ragazza davvero insolita: Sh'lainn Blaze, una Banshee in fuga sia dal suo popolo che dall'Alleanza. Seguendo la ragazza scopre l'esistenza degli alieni e di essere dotato della capacità di vedere oltre i loro inganni, desideroso di giocare il suo ruolo nella difesa della Terra e scoprire la verità dietro la scomparsa di suo padre, avvenuta vent'anni prima, Logan si unisce all'Alleanza assieme a Sh'lainn che a sua volta desidera essere un ponte di congiunzione tra la razza umana e gli alieni presenti sulla Terra; i due partner col proseguire della serie si innamoreranno l'uno dell'altra e scopriranno che ci sono verità molto più oscure di quanto l'Alleanza abbia loro rivelato, il confine tra ciò che è falso e ciò che è vero inizia a vacillare ed andando contro tutti Logan e Sh'lainn scopriranno la verità sul più grande insabbiamento della storia dell'umanità: Il complotto di Roswell.
Ora le varie razze della Terra si troveranno costrette ad unirsi contro il vero nemico, gli Shadoen, l'origine di ogni discordia tra alieni e umani.

## Produzione
La serie è stata ideata da Kaaren Lee Brown ma l'episodio pilota venne scritto da Bob Forward e Greg Johnston, gli Story Editor. Inizialmente si pensava di rendere l'intera serie un film d'animazione della gigantesca durata di 21 ore o una serie di 20 episodi della durata di 40 minuti ciascuno. Ad ogni modo alla fine si optò per una serie di 40 episodi prodotti con un budget di 500000 $ l'uno, ed un forte ausilio di effetti speciali forniti dalla Epoch Ink di Santa Monica, California.
I talenti artistici dello show sono Joe Pearson, Tom Tataranowicz, Chuck Patton, Brad Coombs, Young Yoon, Harry Warner, Rick Ungar, Brad Rader e Greg Davidson, mentre la produttrice è Stephanie Graziano.
Negli USA la serie è uscita in DVD nel tardo 2010 in cinque cofanetti che comprendono i primi 26 episodi.

## Doppiatori
Di seguito sono elencati i principali personaggi e i doppiatori, sia in originale che in italiano:
| Personaggio              | Doppiatore originale | Doppiatore italiano  |
| ------------------------ | -------------------- | -------------------- |
| Nick Logan               | Scott McNeil         | Claudio Moneta       |
| Sh'lainn Blaze           | Janyse Jaud          | Patrizia Salmoiraghi |
| Nema Perrera             | Saffron Henderson    | Elda Olivieri        |
| Simon 'Fitz' Fitzpatrick | Peter Kelamis        | Riccardo Lombardo    |
| Jefferson Trueblood      | Richard Newman       | Mario Zucca          |
| James Rinaker            | Alex Zahara          | Enrico Bertorelli    |
| Ti-Yet                   | L. Harvey Gold       | Vittorio Bestoso     |
| "Walter Logan"           | Richard Newman       | Tony Fuochi          |
| Mab                      | Saffron Henderson    | Rosalba Bongiovanni  |
| Ruck                     | Scott McNeil         | Alberto Sette        |

## Videogioco
Il 3 luglio 2001, Roswell Conspiracies: Aliens, Myths and Legends, è stato adattato in un videogioco uscito per PlayStation e Game Boy Color. Curiosamente la pubblicazione è avvenuta un anno esatto dopo la fine della trasmissione della serie in madre patria: il 3 luglio 2000.